# Dekanat Ogulinski
Dekanat Ogulinski – jeden z 5 dekanatów rzymskokatolickich wchodzących w skład diecezji gospicko-seńskiej w Chorwacji.
Według danych na październik 2015 roku, w jego skład wchodziło 16 parafii.

## Lista parafii
Źródło:
| Lp. | Miejscowość     | Parafia                                        | Proboszcz                | Kościół                                                   | Grafika |
| --- | --------------- | ---------------------------------------------- | ------------------------ | --------------------------------------------------------- | ------- |
| 1   | Cerovnik        | Parafia Wniebowstąpienie Pańskiego             | Antun Luketić            | Kościół Wniebowstąpienie Pańskiego w Cerovniku            |         |
| 2   | Generalski Stol | Parafia św. Antoniego Padewskiego              | Ivica Tolla              | Kościół św. Antoniego Padewskiego w Generalski Stol       |         |
| 3   | Josipdol        | Parafia św. Józefa                             | Petar Šporčić            | Kościół św. Józefa w Josipdol                             |         |
| 4   | Lešće na Dobri  | Parafia św. Jerzego, męczennika                | Željko Kuten             | Kościół św. Jerzego w Lešće na Dobri                      |         |
| 5   | Lipa            | Parafia św. Mikołaja, biskupa                  | Mate Pavlić              | Kościół św. Mikołaja w Lipa                               |         |
| 6   | Modruš          | Parafia Trójcy Przenajświętszej                | Željko Blagus            | Kościół Trójcy Przenajświętszej w Modruš                  |         |
| 7   | Mrežnički Brest | Parafia św. Michała                            | Ivan Hodak               | Katedra św. Michała w Mrežnički Brest                     |         |
| 8   | Ogulin          | Parafia Świętego Krzyża                        | Robert Zubović           | Kościół Świętego Krzyża w Ogulin                          |         |
| 9   | Ogulin          | Parafia bł. Alojzije Stepinaca, biskupa        | b.d.                     | Kościół bł. Alojzije Stepinaca w Ogulin                   |         |
| 10  | Oštarije        | Parafia Wniebowzięcia Najświętszej Maryi Panny | Ante Luketić             | Kościół Wniebowzięcia Najświętszej Maryi Panny w Oštarije |         |
| 11  | Plaški          | Parafia św. Anny                               | fra Šimun Romić, OFM     | Kościół św. Anny w Plaški                                 |         |
| 12  | Saborsko        | Parafia św. Jana Nepomucena                    | fra Šimun Romić, OFM     | Kościół św. Jana Nepomucena w Saborsko                    |         |
| 13  | Tounj           | Parafia św. Jana Chrzciciela                   | Fra Slaven Mijatović OFM | Kościół św. Jana Chrzciciela w Tounj                      |         |
| 14  | Trošmarija      | Parafia Matki Bożej Pocieszenia                | Željko Kuten             | Kościół Matki Bożej Pocieszenia w Trošmarija              |         |
| 15  | Tržić-Kamenica  | Parafia św. Michała Archanioła                 | Fra Slaven Mijatović OFM | Kościół św. Michała Archanioła w Tržić-Kamenica           |         |
| 16  | Zagorje         | Parafia św. Jerzego, męczennika                | Željko Blagus            | Kościół św. Jerzego w Zagorje                             |         |